# Single sign-on
Single sign-on-software (afgekort SSO) stelt eindgebruikers in staat om eenmalig in te loggen waarna automatisch toegang wordt verschaft tot meerdere applicaties en resources in het netwerk. Eenmalig inloggen is de Nederlandse term.
Een voorbeeld is dat een eindgebruiker inlogt op zijn Windows-pc waarna achter de schermen met behulp van Kerberos-protocol ook automatisch ingelogd kan worden op netwerkvoorzieningen. De eindgebruiker hoeft hierdoor niet iedere keer opnieuw in te loggen, en het inlogscherm wordt niet langer getoond. Een ander voorbeeld van single sign-on is het gebruik van een Facebook-account op mobiele telefoons om in andere apps in te loggen.
De voordelen van single sign-on zijn:
- Eenvoud voor de eindgebruiker
- De eindgebruiker is productiever
- Biedt de mogelijkheid om de enige overgebleven aanmeldprocedure te verscherpen en het netwerk veiliger te maken.

Wanneer de single sign-on wordt gebruikt om accounts te koppelen, zal de eindgebruiker slechts één wachtwoord moeten onthouden. Daardoor zal het aantal wachtwoordopvragingen of -resets afnemen.
Vaak wordt single sign-on binnen organisaties gecombineerd met authenticatie-management. Daarmee wordt het loginproces verder vereenvoudigd door gebruik te maken van een gebruikerspas en pincode bij het inloggen.

## Reduced sign-on
De methode reduced sign-on (RSO) komt ook voor, bijvoorbeeld wanneer verschillende beveiligingsniveaus nodig zijn voor toegang tot bepaalde bronnen. Hiervoor zijn meerdere authenticatieservers nodig.
Reduced sign-on lijkt veel op single sign-on, maar een gebruiker moet nogmaals inloggen wanneer een ander beveiligingsniveau is ingesteld. Organisaties kunnen hiermee een extra laag van beveiliging instellen.